# Synagogenbezirk Bünde
Der Synagogenbezirk Bünde mit Sitz in Bünde, heute eine Stadt im Kreis Herford in Nordrhein-Westfalen, wurde nach dem Preußischen Judengesetz von 1847 geschaffen. 
Der Synagogenbezirk wurde 1856 eingerichtet. Er umfasste die jüdische Gemeinde in Bünde und war auch für die Betreuung der Juden in Rödinghausen und (nach 1902) im Amt Ennigloh zuständig. Erster Vorsitzender der Synagogengemeinde war vermutlich Alexander Moses Ganz, ihm folgte Anschel Levison, der das Amt bis zu seinem Tod im Jahre 1868 innehatte.